# Jessica Zeylmaker
Jessica Zeylmaker (Almelo, 9 november 1982) is een Nederlands film-, televisie- en toneelactrice.

## Opleiding en toneelcarrière
Na haar middelbareschoolopleiding op het OSG Erasmus te Almelo volgde Zeylmaker een opleiding aan de ArtEZ hogeschool voor de kunsten in Arnhem, waar ze in 2006 afstudeerde. Na haar opleiding speelde ze bij diverse toneelgezelschappen, waaronder Toneelgroep De Appel, Theatergroep Suburbia, Generale Oost en Toneelgroep Amsterdam. Daarnaast heeft ze onder meer in samenwerking met Sarah Jonker de succesvolle voorstelling Wij zijn grijs gebied bij Theater Bellevue en Generale Oost.

### Theatergroep Sonja en theaterdocent
Sinds 2008 is Zeylmaker als artistiek lid verbonden aan Theatergroep Sonja onder leiding van artistiek leider Jori Hermsen. Hier werkte zij onder meer mee aan Schaduw, Demonen, HONGER en het hoorspel Kunstenaars in Oorlog. Daarnaast geeft Zeylmaker toneellessen en -workshops bij onder andere de Amsterdamse Jeugdtheaterschool, Buitenkunst en Rijn IJssel te Arnhem.

## Film en televisie
Naast haar toneel- en doceerwerk is Zeylmaker te zien in diverse televisieproducties, waaronder Van Gogh, een huis voor Vincent, Charlie, De geheimen van Barslet, De vier van westwijk, Levenslied, Van God Los II, Flikken Maastricht en Bellicher: De Macht van meneer Miller. De eerste grote filmrol voor Zeylmaker kwam in 2012. In Nono, het zigzagkind speelt Zeylmaker de rol van Gaby. De film, geregisseerd door de bekende Belgische regisseur Vincent Bal, met onder anderen Fedja van Huêt en Isabella Rossellini, ging in september 2012 in première als openingsfilm op het Nederlands Filmfestival. De film werd genomineerd op onder meer de Berlinale, het internationale filmfestival in Berlijn, en won diverse prijzen.
In 2013 was Zeylmaker te zien in de bioscoopfilm Spijt! van Dave Schram, naar de gelijknamige bestseller van Carry Slee. De film haalde platina in de Nederlandse bioscopen.

## Filmografie
- 2019 - Kerst bij Koosje - hotelgast
- 2016 - Prooi - Boerin
- 2015 - Trollie - Ineke
- 2013 - 30 Milligram (postproductie) - Anna
- 2013 - Spijt! - Moeder Jochem
- 2013 - Levenslied (televisieserie) - Willemijn
- 2013 - Lieve Céline (tv-film) - Vroedvrouw
- 2013 - Van Gogh, een huis voor Vincent (televisieserie) - Sien Hoornik
- 2012 - De vier van westwijk (televisieserie) - Mevrouw Appelboom
- 2012 - Verknipt (korte film) - Nanda
- 2012 - Nono, het zigzagkind - Gaby
- 2012 - Naar het Einde van de Straat (korte film) - De Borstenkoningin
- 2012 - Anders Denken (korte film) - Mevrouw Black
- 2012 -  Van God Los (televisieserie) - Advocate
- 2012 - Flikken Maastricht (televisieserie) - Verloskundige
- 2011 - De geheimen van Barslet (televisieserie) - Geesje van der Ploeg
- 2010 - Bellicher (televisieserie) - Ina
- 2010 - Bernhard, schavuit van Oranje (tv-miniserie) - Agente Noordeinde
- 2009 - Juliana, prinses van oranje (tv-miniserie) - Sophie
- 2006 - Olivier etc. - Hester